# Diana Vreeland
Diana Vreeland (Parijs, 29 september 1903 – New York, 22 augustus 1989) was een Amerikaans columnist en moderedactrice. Ze werkte onder meer voor de modetijdschriften Harper's Bazaar en Vogue; van de laatste was ze van 1963 tot 1971 hoofdredactrice.

## Biografie
Vreeland werd in Parijs geboren als Diana Dalziel en was de oudste dochter van een Britse vader (Frederick Young Dalziel) en een Amerikaanse moeder (Emily Key Hoffman). Ze behoorde tot de Amerikaanse high society, waarvan haar stamlijn zou teruggaan tot George Washington. Het gezin Dalziel verhuisde aan het einde van de Eerste Wereldoorlog naar de Verenigde Staten.
Ze huwde in 1924 met de bankier Thomas Reed Vreeland. Na het huwelijk verhuisde het echtpaar naar Londen; hier leidde Vreeland een damesmodezaak. Een van haar klanten was Wallis Simpson, de latere hertogin van Windsor. Vreeland ging regelmatig naar Parijs, waar ze zowel modeontwerpster Coco Chanel als haar goede vriendin juwelenontwerper Suzanne Belperron bezocht.
In 1937 verhuisden de Vreelands terug naar New York. In de Amerikaanse hoofdstad begon de carrière van Diana Vreeland als columnist en redactrice voor het modeblad Harper's Bazaar. Van 1963 tot 1971 was ze hoofdredactrice van het tijdschrift Vogue. Haar echtgenoot overleed in 1967. In 1971 ging ze aan de slag als adviseur in het Costume Institute van het Metropolitan Museum of Art.
Vreeland, die een zus had, was een verre nicht van Pauline de Rothschild. Zij was in de jaren 60 een stijlicoon. Vreeland had twee zonen: Tim en Frecky (geboren in respectievelijk 1925 en 1927). De jongste was korte tijd Amerikaans ambassadeur voor Marokko.

## Documentatie
- Diana Vreeland: The Eye has to Travel (2011). Regie: Lisa Immordino Vreeland, Bent-Jorgen Perlmutt, Frédéric Tcheng.